# Witoogaratinga
De witoogaratinga (Psittacara leucophthalmus; synoniem: Aratinga leucophthalma) is een vogel uit de familie Psittacidae (papegaaien van Afrika en de Nieuwe Wereld).

## Verspreiding en leefgebied
Deze soort komt voor in Zuid-Amerika en telt drie ondersoorten:
- P. l. callogenys: het westelijk Amazonebekken.
- P. l. leucophthalmus: van oostelijk Venezuela en de Guiana's via Brazilië tot Bolivia, Paraguay en noordelijk Argentinië.
- P. l. nicefori: oostelijk Colombia.

## Status
De grootte van de populatie is niet gekwantificeerd maar de soort wordt omschreven als algemeen. Op de Rode lijst van de IUCN heeft deze soort de status niet bedreigd.